# Married at First Sight (Estados Unidos)
Married at First Sight (Brasil: Casamento à Primeira Vista ) é um reality show americano, baseado na versão de um programa dinamarquês, intitulado Gift Ved Første Blik. A primeira temporada foi ao ar nos Estados Unidos no canal Bio.. A partir da segunda temporada, o programa passou a ir ao ar simultaneamente nos canais Bio. e A&E. O programa apresenta três casais, emparelhados por especialistas em relacionamento, que concordam em se casar ao se encontrarem pela primeira vez. Nas três primeiras temporadas, os especialistas foram o psicólogo clínico Dr. Joseph Cilona, o sexólogo Dr. Logan Levkoff, o sociólogo Dr. Pepper Schwartz e o humanista capelão Greg Epstein. A partir da quarta temporada, os especialistas são Pepper Schwartz, o pastor e conselheiro matrimonial Calvin Roberson, e a especialista em comunicação e relacionamento Rachel DeAl. Os casais passam sua noite de núpcias em um hotel antes de sair para uma lua-de-mel. Ao voltar para casa, eles vivem juntos como um casal, durante oito semanas. E depois tem que escolher entre o divórcio ou permanecerem casados. Em 25 de outubro de 2016 o Bio. renovou o programa para uma quinta temporada. A partir da quinta temporada, em 2017, o programa começou a ser transmitido no Lifetime.